# Palacio de Marselisborg
El Palacio de Marseliborg está situado en la ciudad de Aarhus en Dinamarca y es una residencia de la familia real danesa. 

## Historia

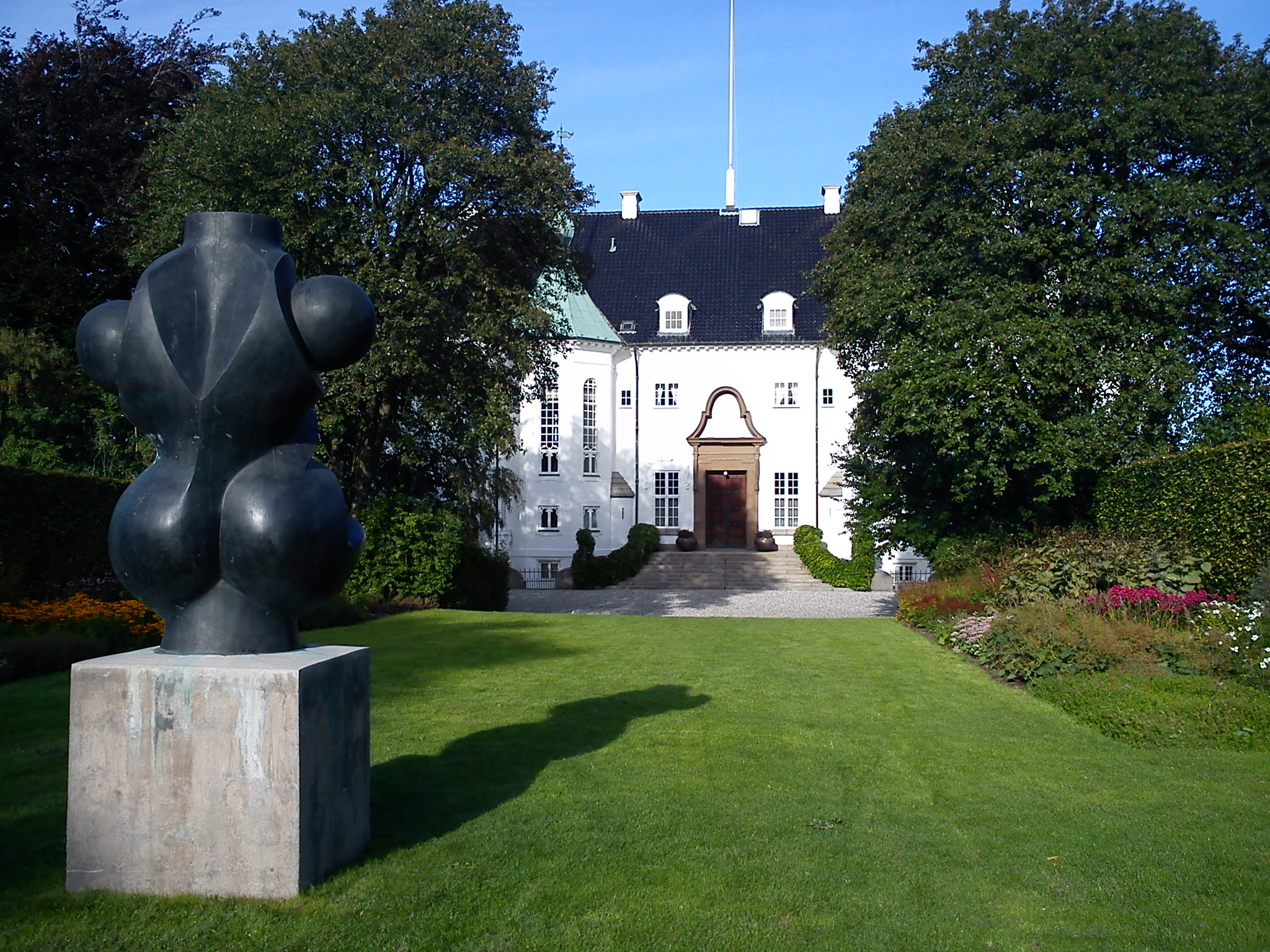
Entrada principal del Palacio

El palacio de Marselisborg, diseñado por el arquitecto Hack Kampmann , fue construido entre 1899 y 1902 en el terreno de la antigua mansión de Marselisborg y fue un regalo del pueblo de Dinamarca a la familia real con motivo de la boda del príncipe Christian y la duquesa Alejandrina de Mecklemburgo-Schwerin. La pareja se convirtió más tarde en el rey Cristian X y la reina Alejandrina e iniciaron la tradición de utilizar el palacio como residencia de verano. El palacio es propiedad del Reino de Dinamarca y permanecerá en posesión de todos los futuros monarcas de Dinamarca.

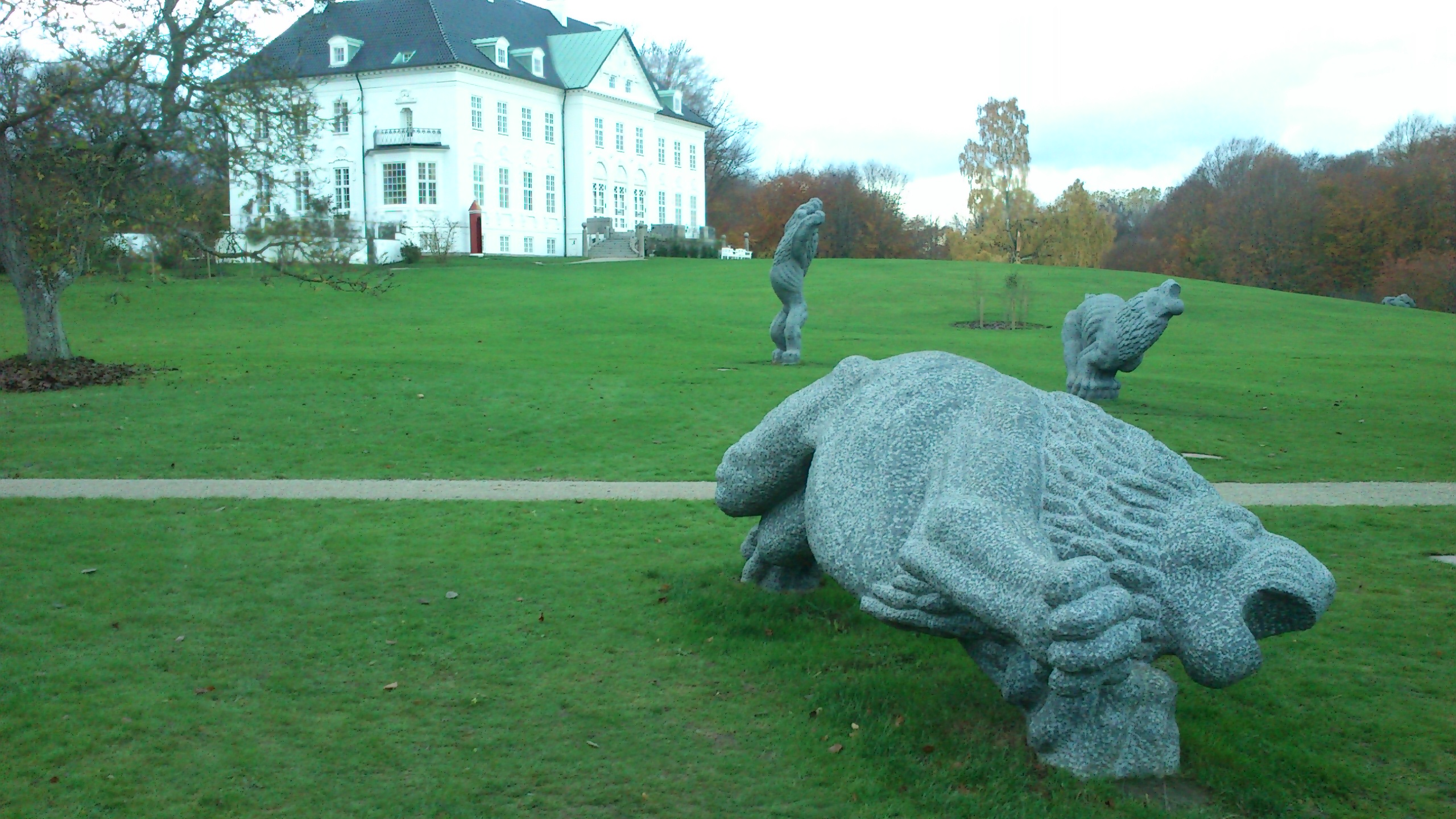
Jardines del Palacio

El palacio fue donado a la ex reina Margarita II por su padre, el rey Federico IX, en 1967. Margarita y su consorte Enrique también utilizaron el palacio como residencia de verano. Hasta el día de hoy, la residencia se utiliza durante el verano, así como durante las vacaciones de Pascua y Navidad.

## Jardines

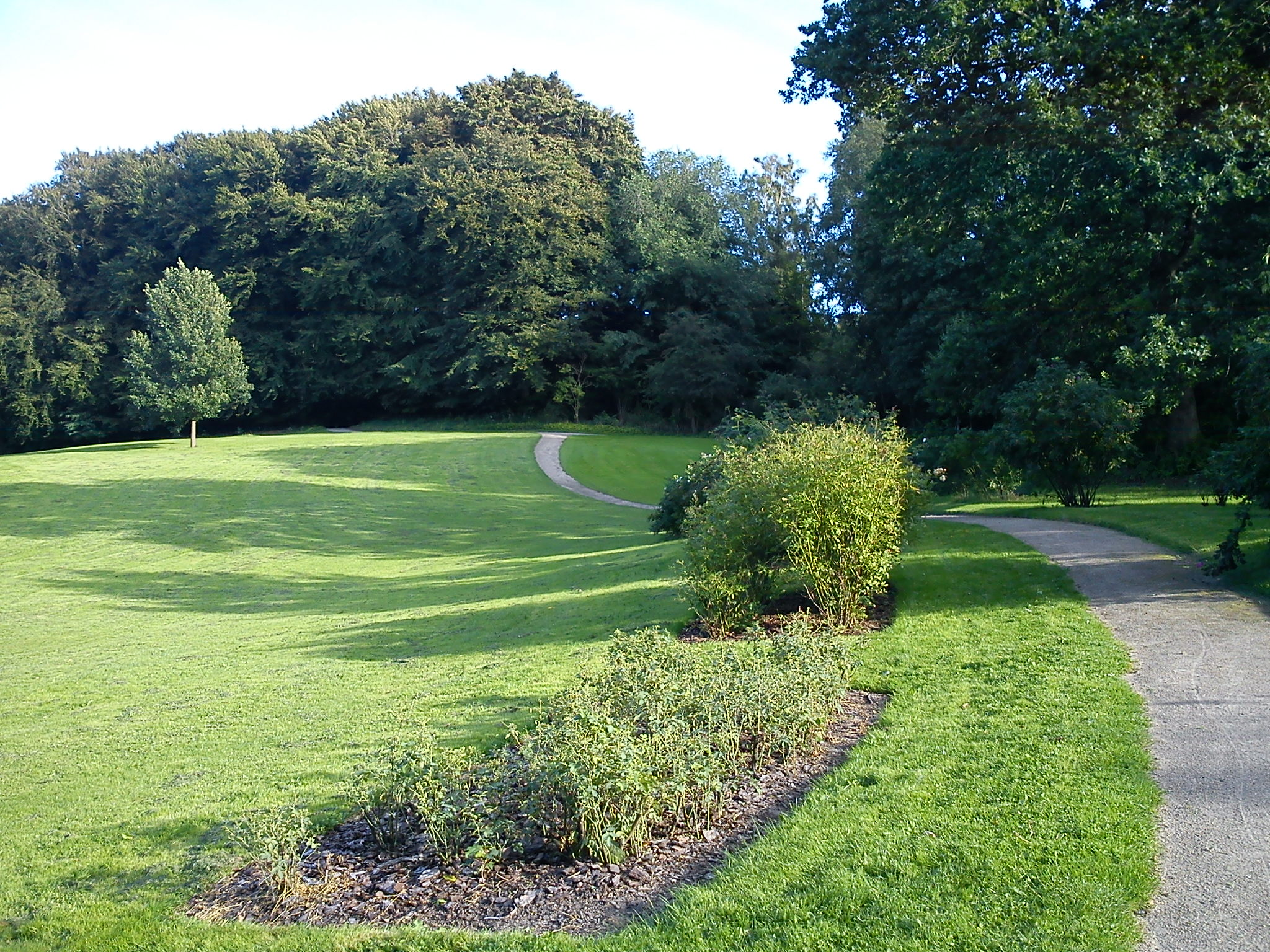
Jardines del Palacio

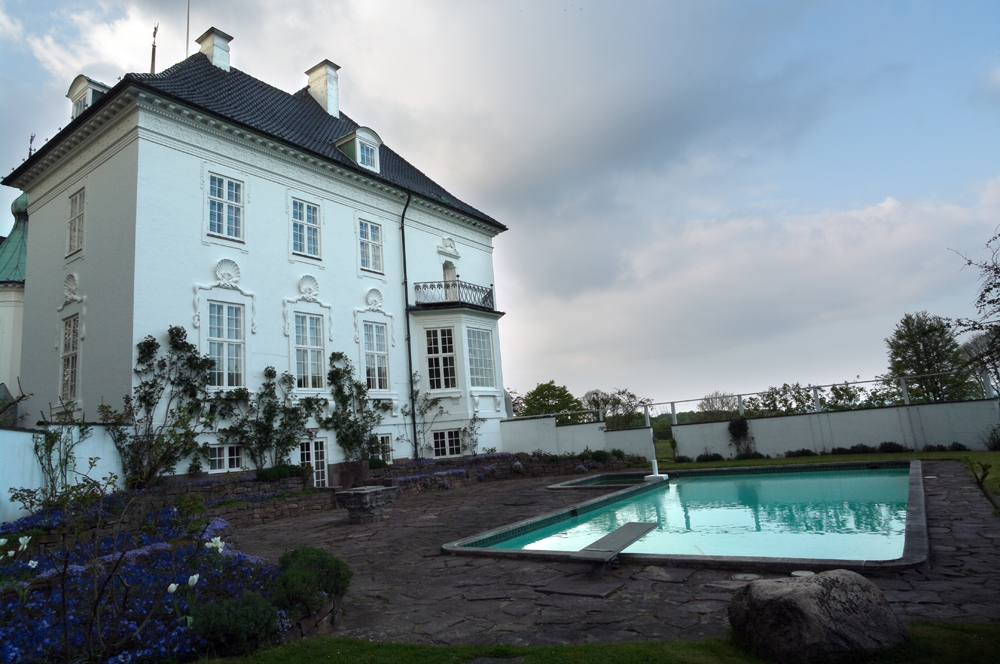
Parte trasera del Palacio

Tiene alrededor de 13 hectáreas y fue diseñado por el paisajista L. Chr. Diederichsen en colaboración con la reina Alejandrina a principios del siglo XX en estilo inglés con grandes prados rodeados de árboles y pequeños lagos. Además de una serie de obras de arte, el jardín contiene un parque de rosas y un jardín de hierbas. Los jardines están abiertos al público. 